# William Caulfeild (1er vicomte Charlemont)
Pour les articles homonymes, voir Caulfeild.
William Caulfeild (1624 - avril 1671) est un homme politique et pair irlandais.

## Biographie
Né au château de Donamon dans le comté de Roscommon, il est le troisième fils de William Caulfeild, 2e baron Caulfeild et de son épouse Mary King, fille de Sir John King. Ses deux frères aînés Toby Caulfeild, 3e baron Caulfeild et Robert Caulfeild, 4e baron Caulfeild sont morts tous les deux sans descendance masculine et il devient baron à la mort de ce dernier en 1644.
Après avoir été un des principaux parlementaires sous Oliver Cromwell, il capture Felim O'Neil (en) en 1653 et l'exécute pour rébellion et meurtre de son frère Toby et de sa famille. En 1660, Caulfeild change son allégeance et soutient le roi Charles II d'Angleterre, servant comme capitaine d'une troupe de cavalerie. Après la restauration anglaise, il prend son siège à la Chambre des lords irlandaise et est admis au Conseil privé d'Irlande.
En 1661, il est nommé Custos Rotulorum du comté d'Armagh et Custos Rotulorum de Tyrone, occupant les deux fonctions jusqu'à sa mort en 1671. Iles récompensé par le poste à vie de gouverneur de Fort Charlemont en juillet de la même année, mais vend ce poste à la Couronne trois ans plus tard. Le 8 octobre 1665, il est créé vicomte Charlemont, dans le comté d'Armagh.

## Famille
En 1653, il épouse Sarah Moore, deuxième fille de Charles Moore, 2e vicomte Moore et a quatre fils et trois filles. Elle est la belle-sœur du frère cadet de Caulfeild, Thomas Caulfeild. Caulfeild est décédé en avril 1671 et est enterré à Cathédrale anglicane Saint-Patrick d'Armagh le 25 mai. Sa femme lui survit jusqu'à 1712.. Son fils survivant William Caulfeild (2e vicomte Charlemont) lui succède. Sa fille Mary est la deuxième épouse de William Blayney, 6e baron Blayney et sa fille Alice épouse d'abord John, fils de James Margetson (en) et ensuite George Carpenter (1er baron Carpenter). Le plus jeune fils de Caulfeild, John, siège au Parlement d'Irlande.